# جون هنري مورغان
جون هنري مورغان (بالإنجليزية: John Henry Morgan)‏ هو فيلسوف أمريكي، ولد في 9 فبراير 1945.